# Epilobium roseum
Espèce
Classification phylogénétique
Epilobium roseum, l'épilobe à fleurs roses, encore appelée épilobe rosé, est une espèce de plantes à fleurs de la famille des Onagraceae. C'est une plante herbacée vivace trouvée de l'Europe à la Chine.

## Description
Tige de 30-80 cm, dressée, pubérulente.
Souche émettant des rosettes de feuilles courtes.
Tiges à 2-4 lignes peu saillantes.
Feuilles opposées sauf les florales, ovales-lancéolées, pétiolées, dentées, à nervures saillantes en réseau.
Fleurs d'un rose pâle striées de pourpre, petites.
Stigmate entier en massue.
Utilisée en phytothérapie.